# Grote of Sint-Stevenskerk
De Grote Kerk of Sint-Stevenskerk, in de volksmond meestal Stevenskerk genoemd, is de oudste en tevens grootste kerk in het centrum van Nijmegen, in de Nederlandse provincie Gelderland. De kerk is in de 13e eeuw gebouwd op een kleine heuvel, de Hundisburg.

## Geschiedenis

### Voorgeschiedenis (7e-13e eeuw)
In de zevende eeuw moet er in het kader van de toenmalige kersteningscampagne van bisschop Kunibert van Keulen, aan het Valkhof de Gertrudiskerk zijn gebouwd; naar algemeen wordt aangenomen was dit de allereerste parochiekerk in de geschiedenis van Nijmegen. Tegelijk geldt deze eerste Nijmeegse kerk als de rechtstreekse voorloper van de Stevenskerk. Er is geen rechtstreeks bewijs voorhanden (in de vorm van bijvoorbeeld oude kaarten of teruggevonden archeologische resten) dat het bestaan van deze Gertrudiskerk ondersteunt. Niettemin wordt de kerk enkele malen genoemd in overgeleverde geschriften.
Nadat Nijmegen in 1247 in pand was gegeven aan graaf Otto II van Gelre, moest de Gertrudiskerk aan het Valkhof om strategische redenen (met name de verdere uitbreiding en versterking van de burcht) van deze plek verdwijnen. Koning Willem II van Holland stelde de Hundisburg ter beschikking voor de bouw van een vervangende kerk.

### Aanbouw en ingebruikname vanaf 1254
In 1254 werd met de bouw van deze nieuwe kerk begonnen. Aanvankelijk werd er bij de bouw veel gebruik gemaakt van tufsteen, en was de bouwstijl nog overwegend Romaans. Bij de verdere uitbreiding van de kerk in de eeuwen daarna schakelde men echter over op een meer gotische bouwstijl. Het huidige gebouw wordt vooral door die laatste stijl gekenmerkt.
Aan het Valkhof bouwde men nu een - eveneens aan Gertrudis van Nijvel gewijde - kapel, die een paar eeuwen later weer is afgebroken.

#### Inwijding
Het oudste gedeelte van de huidige Stevenskerk werd op 7 september 1272 (volgens sommige bronnen 1273) gewijd door Albertus Magnus. De Heilig Grafkapel van de kerk herbergt tegenwoordig nog een reliek van hem.
De kerk als geheel was toen nog in staat van aanbouw. Bestuurlijk viel de Stevenskerk op dat moment onder het gezag van het kapittel van de Apostelenkerk in Keulen.

### 14e-16e eeuw: verdere uitbreiding
Omstreeks 1307 was de kerk voltooid, het was een kruisbasiliek geworden. De toren was iets later klaar, in 1326. Het eerste nieuwe transept kwam gereed in de periode 1343-1361.
Het gebouw werd van de dertiende tot en met de zestiende eeuw herhaaldelijk verbouwd en verder uitgebreid. Zo kwam er onder andere een kooromgang (naar een ontwerp van Gisbert Schairt). Tussen 1371 en 1428 werden de zijbeuken op gelijke gebracht met het middenschip, zodat de Stevenskerk tevens een hallenkerk werd. 
Rond 1430 was ook de sacristie voltooid, of misschien is deze in dat jaar weer hersteld; een jaar eerder moet de toren van de kerk namelijk voor het eerst zijn afgebrand, door nalatigheid van de torenwachters. De kerk zelf bleef gespaard. Iets eerder, aan het begin van de 15e eeuw, waren de stedelijke privileges (waaronder het zegelstempel) opgeslagen in een houten kist, die vanaf die tijd in de sacristie van de Stevenskerk werd bewaard.
In de periode 1420-1456 werd er aan de achterkant van de kerk een koor met straalkapellen toegevoegd. 
In 1475 verleende paus Sixtus IV toestemming voor de oprichting van een eigen kapittelzaal in het kerkgebouw.
De in 1469 overleden Catharina van Bourbon is in de Sint-Stevenskerk begraven. Zij liet een deel van haar geld na aan de Stevenskerk, zodat dit een kapittelkerk kon worden. Op kosten van haar zoon Karel van Gelre (Karel van Egmond) werd in 1511 op het hoogkoor voor haar ook een grafmonument van natuursteen opgericht (gemaakt door Wilhelm Loemans), dat vandaag de dag nog te bezichtigen is.
Tussen 1542 en 1565 werd een nieuw transept gebouwd, en tussen 1567 en 1579 volgde nog het zuidportaal.
Het is onduidelijk of de kist met stedelijke privileges in de 16e eeuw ook nog enige tijd in het stadhuis bewaard is geweest. Uiteindelijk werden de privileges vanaf 1560 opgeborgen in een eikenhouten ladekast. Deze ladekast zou daarna nog tot 1849 aan de noordkant van de Heilig Grafkapel van de Stevenskerk worden bewaard.

#### Protestants (vanaf 1591)
Tijdens het beleg van Nijmegen in 1591 ging de torenspits van de Stevenskerk door de beschietingen verloren. De spits is daarna snel weer vervangen.
In datzelfde jaar werd de kerk, die tot dan toe katholiek was geweest, definitief protestants. Als gevolg daarvan werden onder meer alle voorheen aanwezige altaren verwijderd. Ook werden de houten beelden verbrand en de meeste stenen beelden vernield; men ontdeed ze van hun hoofden. De kerk, die voordien bontgekleurd was geweest, werd ook witgekalkt. Er was wel nog even een katholiek intermezzo rond 1670.
De kerk had in diezelfde tijd te maken met de Beeldenstorm. Een deel van de aanvankelijk in de kerk aanwezige kunstschatten en relieken is door al deze gebeurtenissen verdwenen, waaronder een arm van de heilige Stefanus.

### 17e-19e eeuw

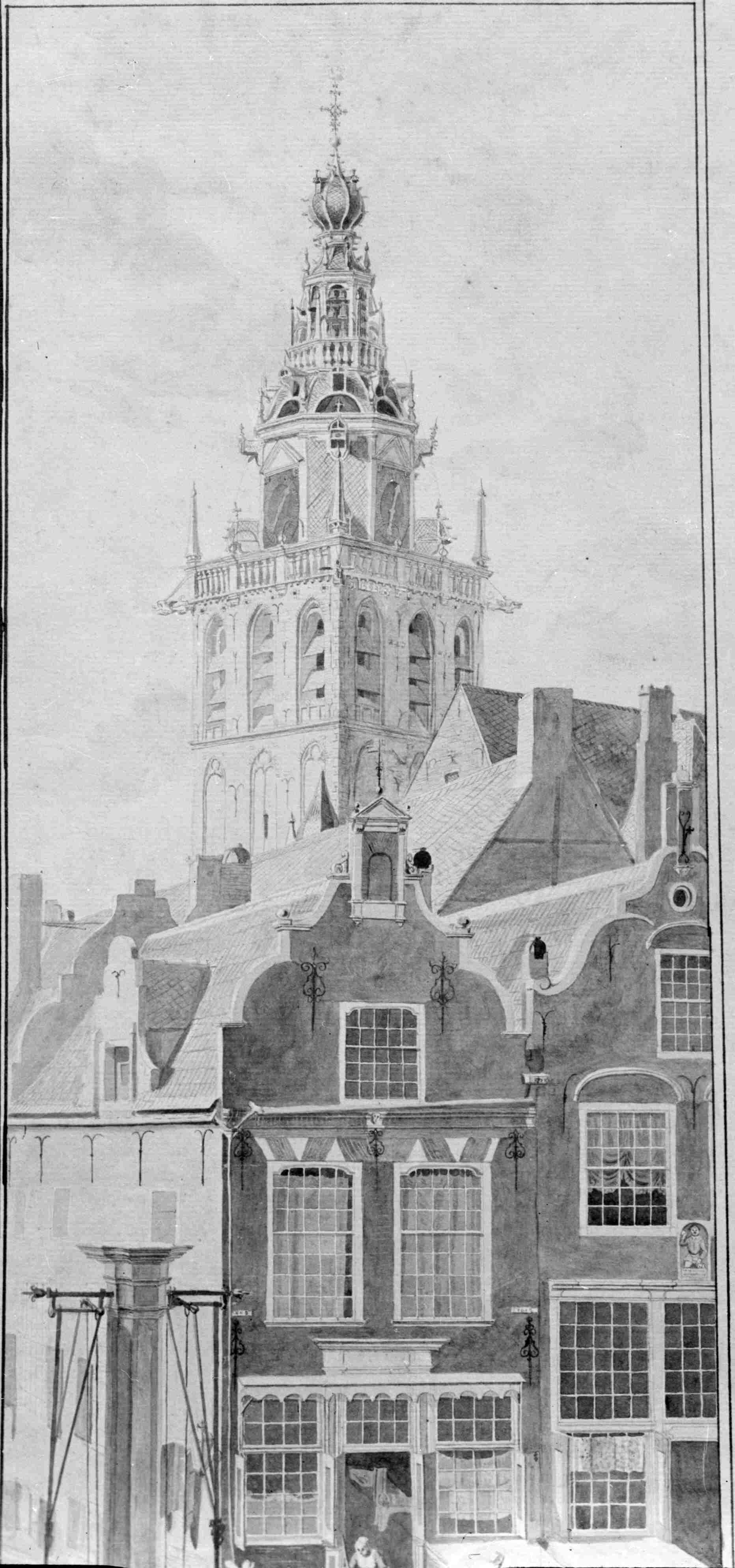
Aquarel van Hendrik Hoogers uit 1776, met op de achtergrond de Stevenskerk

#### Restauraties en nieuwe aanvullingen
Uit de 18e eeuw dateren een eenvoudige hervormde preekstoel en orgelkast.
Van 1772 tot 1777 onderging de kerk voor het eerst een grote restauratie, maar dit gebeurde weinig zorgvuldig. Het vervalproces van het gebouw ging hierna nog door.
In 1776 kwam het belangrijkste orgel van de kerk gereed, het Königorgel. Het koororgel dateert van iets eerder, ca. 1700. Dit tweede orgel komt uit de Ardennen; de maker is onbekend. Een derde orgel in de kerk werd midden 18e eeuw gemaakt door Pieter van Assendelft; dit orgel had eerder in de Hervormde Kerk te Ommeren gestaan.

#### Hervormde Gemeente
In 1810 werd de kerk bij koninklijk besluit eigendom van de Hervormde Gemeente; de burgerlijke gemeente houdt sindsdien de toren officieel in eigendom tot heden ten dage in verband met de verdedigingswerken van de stad. In de hiernavolgende periode raakte de kerk in een steeds ernstiger staat van verval.

### 20e eeuw

#### Verwoesting (1944-1945)

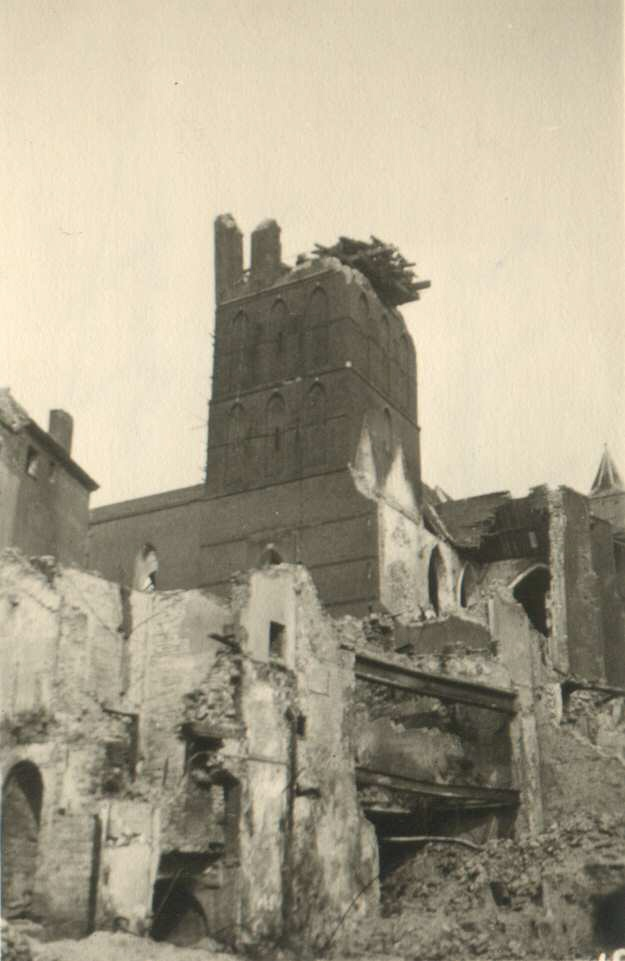
De na het bombardement zwaar beschadigde kerk, maart 1944

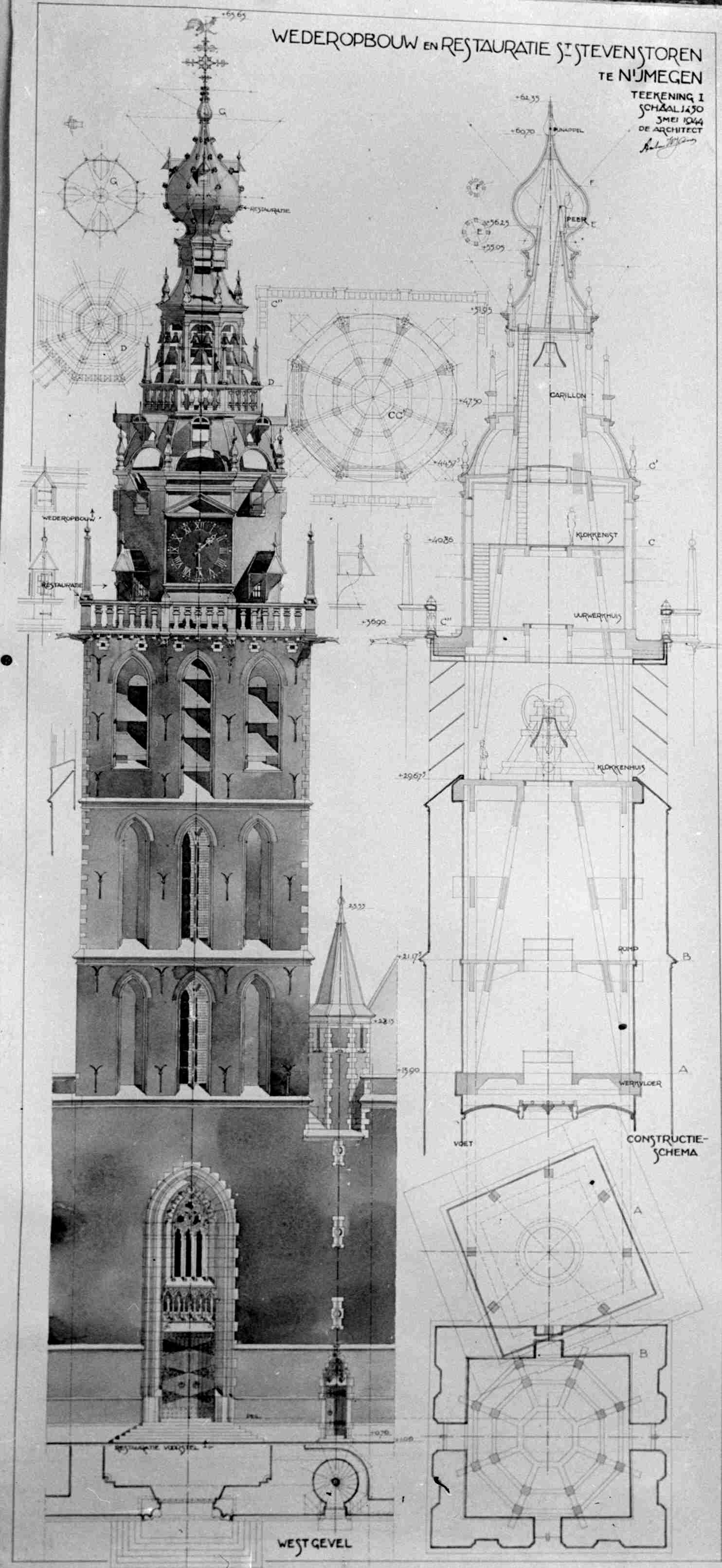
Schets voor de restauratie van de toren na het bombardement, van architect A.W,. Janz.

Tijdens de Tweede Wereldoorlog veranderde de Sint-Stevenskerk bijna helemaal in een ruïne als gevolg van het bombardement dat de United States Army Air Forces op 22 februari 1944 uitvoerde op het centrum van Nijmegen. Onder meer de torenspits ging geheel verloren, terwijl ook de rest van de St. Stevenstoren ernstig beschadigd raakte, evenals de zijbeuk. De kerktoren stortte in op het schip van het kerkgebouw en op enkele aangrenzende woningen aan de Stikke Hezelstraat. Vijf torenwachters die werkten voor de Luchtbeschermingsdienst kwamen hierbij om. Voor alle oorlogsslachtoffers is door Mari Andriessen een plaquette "de Engel" gemaakt, als monument bij de kerk.
Vanaf september 1944 (zie ook de Slag om Nijmegen) tot mei 1945 had de kerk opnieuw zwaar te lijden onder het oorlogsgeweld.

#### Na WOII
De kerk is na de oorlog weer grondig heropgebouwd, vanwege de grote historische en culturele betekenis ervan voor de stad. In eerste instantie werd overwogen om de overgebleven ruïne van de Stevenskerk te slopen. In 1948 besloot men om in plaats daarvan over te gaan tot een grondige restauratie, en het gebouw daarbij zoveel mogelijk terug te brengen in de staat die het in de 17e eeuw had gehad.
De verdwenen torenspits werd vervangen door een bijna identieke, die echter drie meter hoger was. Bij de herbouw werd veel beton gebruikt in plaats van hout, met het oog op zowel de brandveiligheid als het milieu. De toren was als eerste onderdeel van de kerk weer hersteld, in 1953. Er kwam nu een bakstenen romp met vijf verdiepingen. Het nieuwe bovendeel was in renaissancestijl.
De restauratiewerkzaamheden duurden alles bij elkaar tot 1969; in dat jaar werd de kerk officieel heropend en weer in gebruik genomen. Prins Claus was hierbij aanwezig.

### 21e eeuw
In 2001 kreeg de kerk twee glas-in-loodramen van Marc Mulders, getiteld Pelikaan en Stigmata. De toren huisvest in totaal zeven klokken, in een houten klokkenstoel. De in 1566 gegoten St. Catharinaklok is de oudste en met 3500 kg ook de zwaarste. Van het oudste romaans-gotische gedeelte zijn nog sporen te zien in het onderste deel van de toren en de meest westelijke traveeën.
De Stevenskerk is dagelijks voor bezichtiging geopend. Tegenwoordig wordt het gebouw vooral gebruikt voor wekelijkse oecumenische kerkdiensten, orgelconcerten op het befaamde Königorgel, tentoonstellingen, activiteiten van studentenverenigingen en oraties. De vieringen worden tegenwoordig georganiseerd door de Vereniging Oecumenisch CityPastoraat Nijmegen (OCP). 
Vanaf het begin van de 21e eeuw is de Stevenskerk zich meer dan voordien gaan openstellen voor lgbt'ers. Tijdens de Roze Zaterdag van 2005 werd in de kerk voor het eerst een "Regenboogdienst" gehouden.

## Varia
- Ter nagedachtenis aan Graodus fan Nimwegen werd er in 2006 een beeld (gemaakt door Toon Heijmans) in de Nijmeegse binnenstad geplaatst, met als inscriptie de volgende tekst van Graodus zelf:

AL MOT IK KRUPE OP

BLOTE VOETEN GAON

IK WIL NOG EEN KEER

SINT STEVEN

HEUREN SLAON
- Er is enige onduidelijkheid of de kerk op 7 september 1272 werd ingewijd, of op dezelfde dag een jaar later. Daarom vierde men het 750-jarig bestaan van de kerk in de hele periode 7 september 2022 - 7 september 2023.[5]

## Fotogalerij

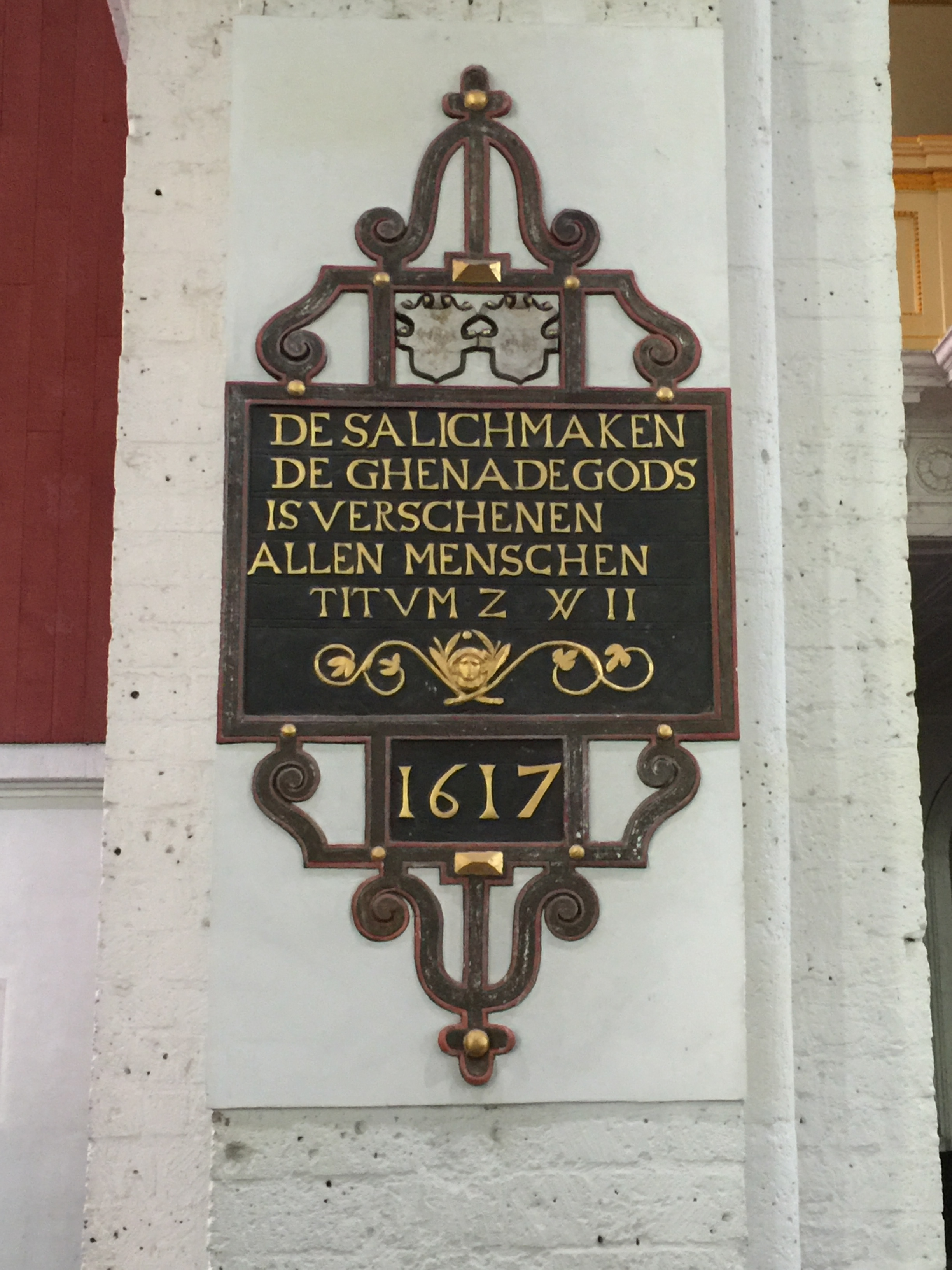
Genadebord (1617)
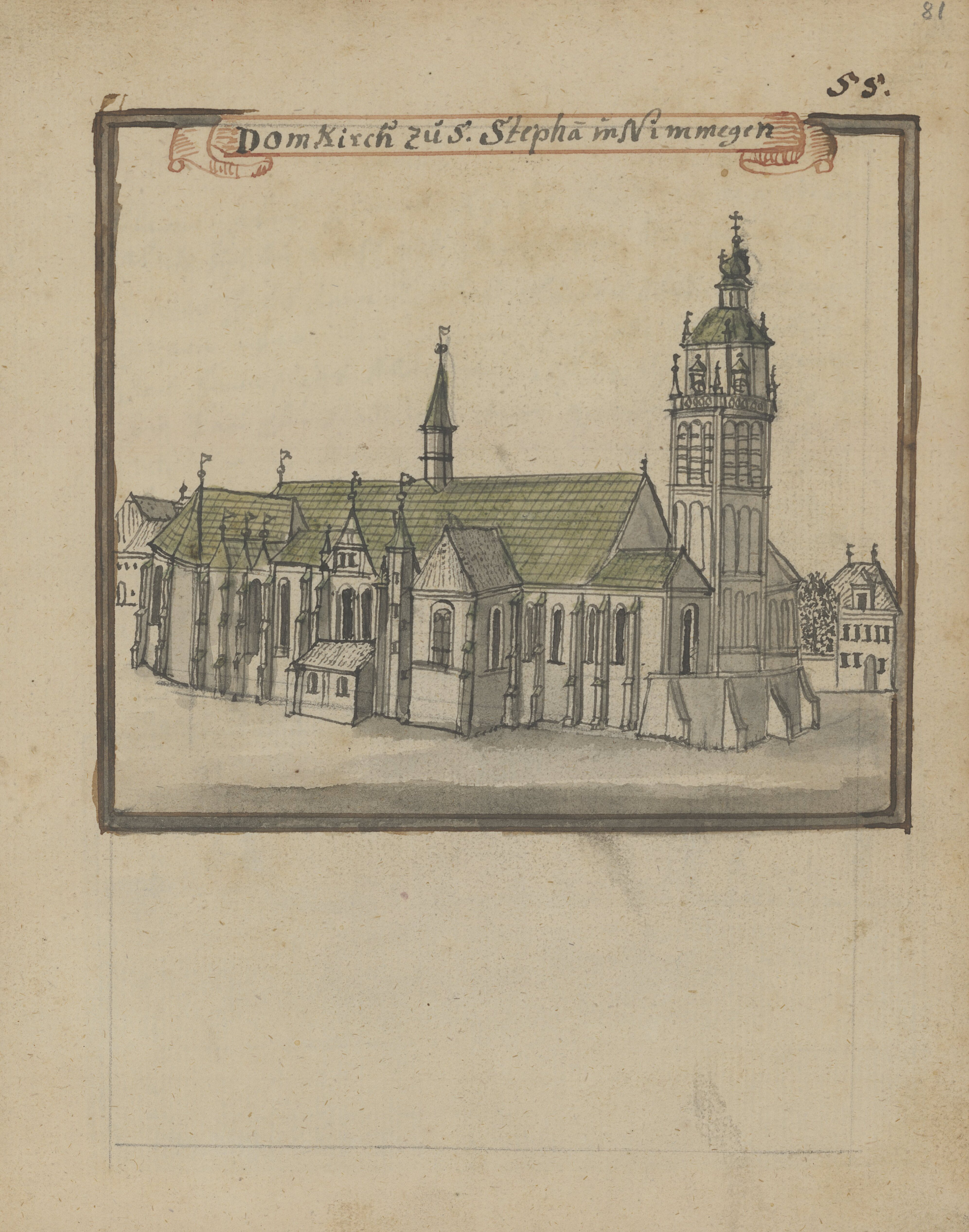
Tekening van de kerk, ca. 1770
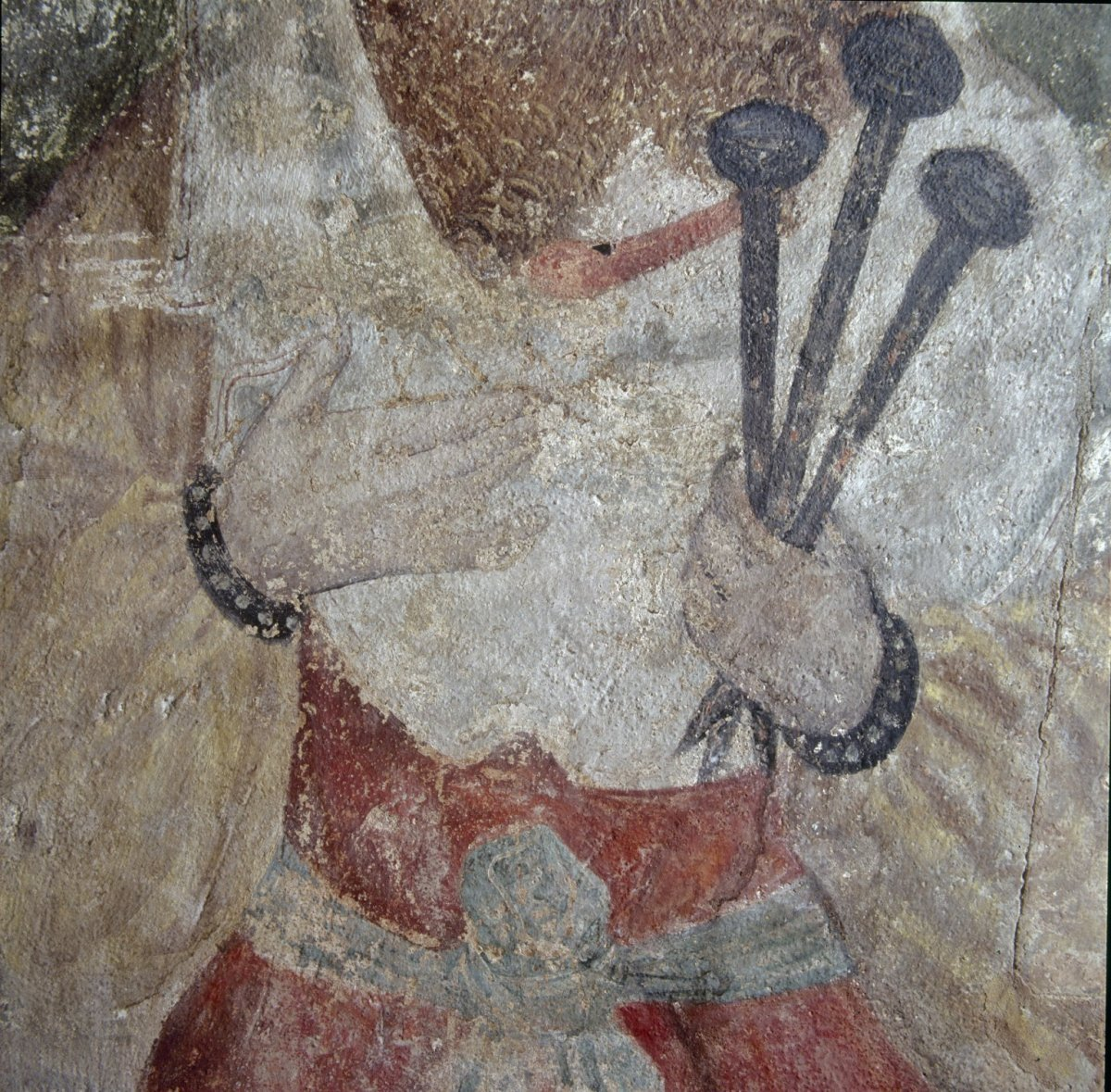
Muurschildering in de Heilige Grafkapel
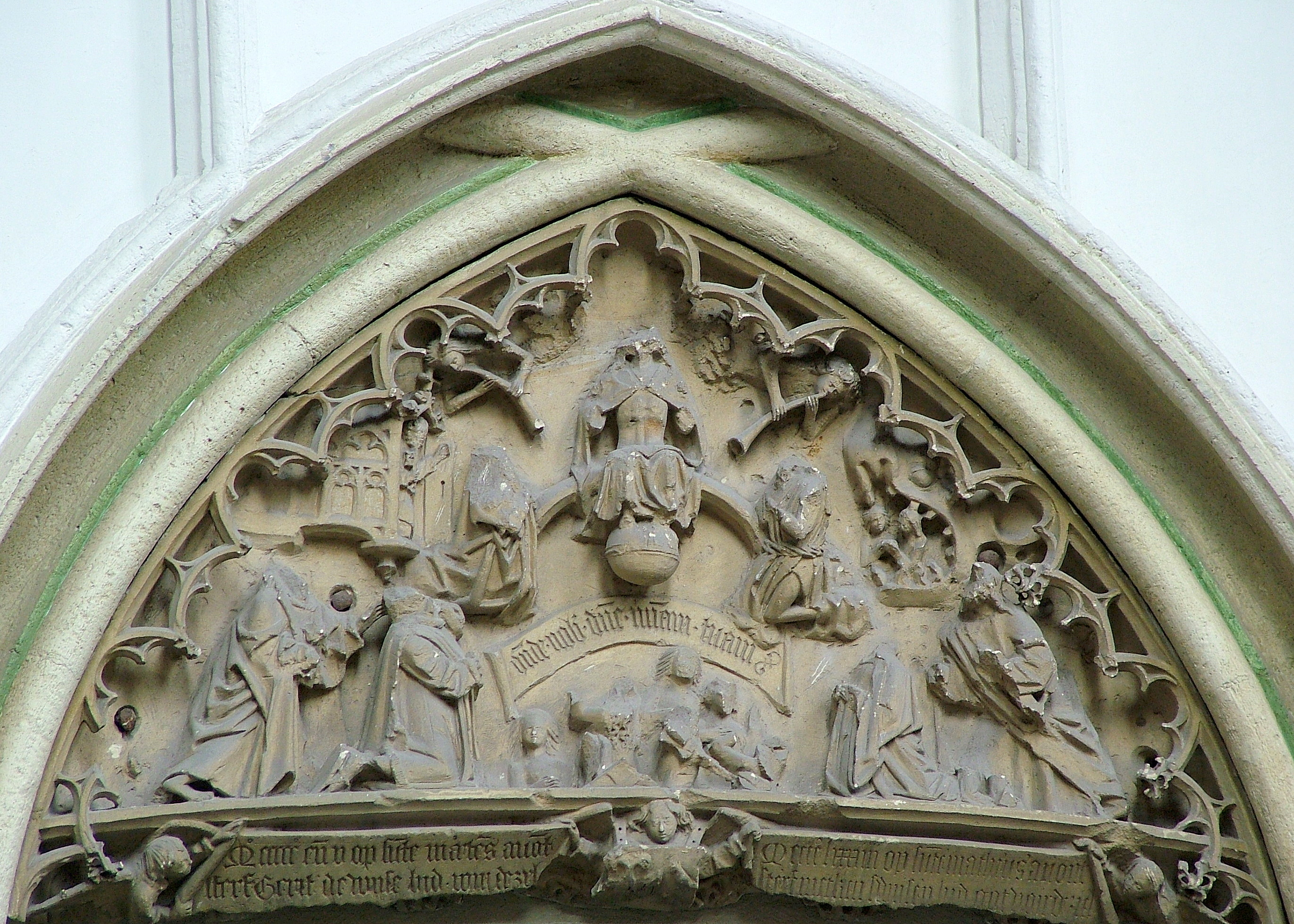
Beeldenstorm boven de ingang
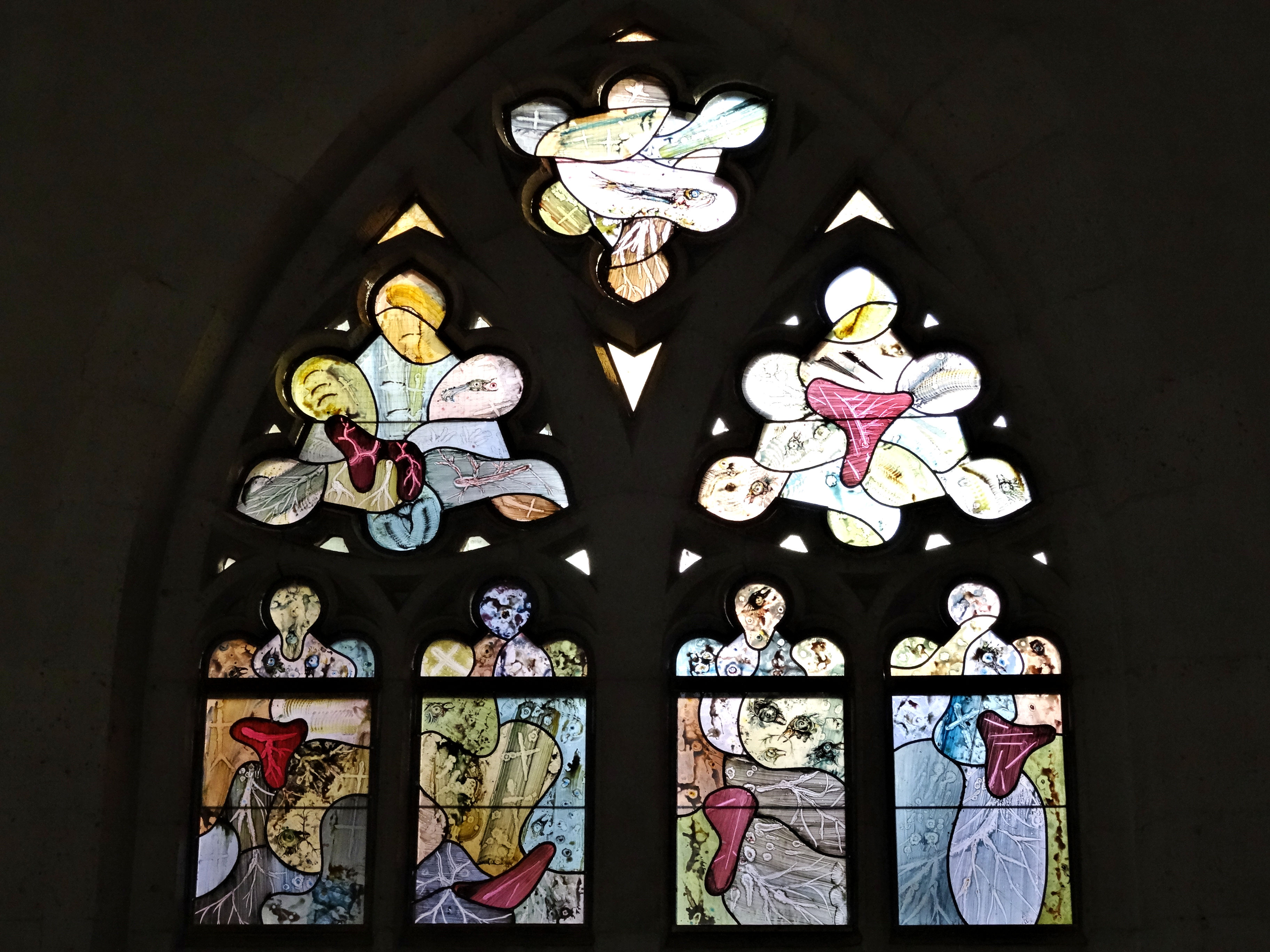
Glas-in-loodraam Stigmata
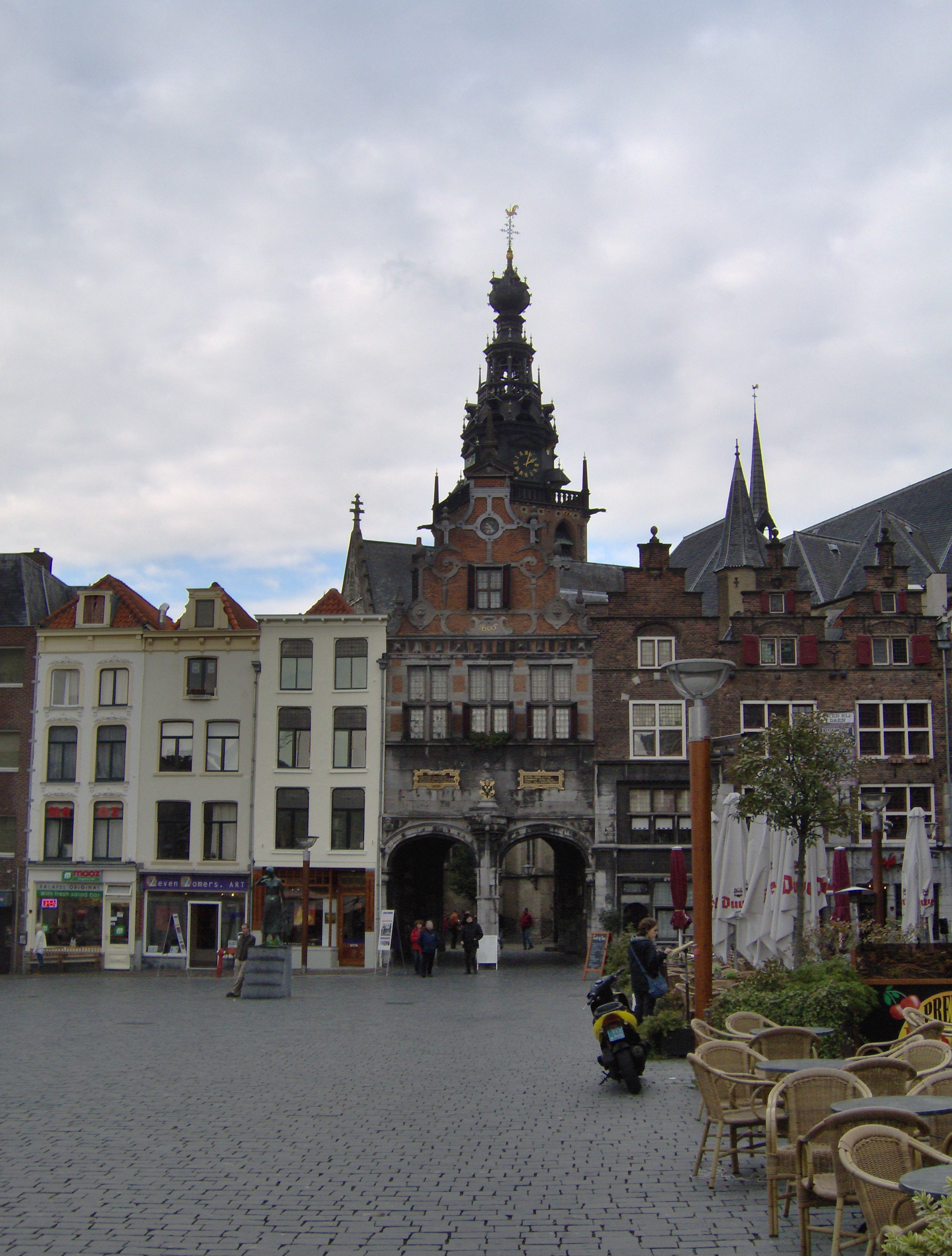
De "kerkboog" toegangspoort vanaf de Grote Markt
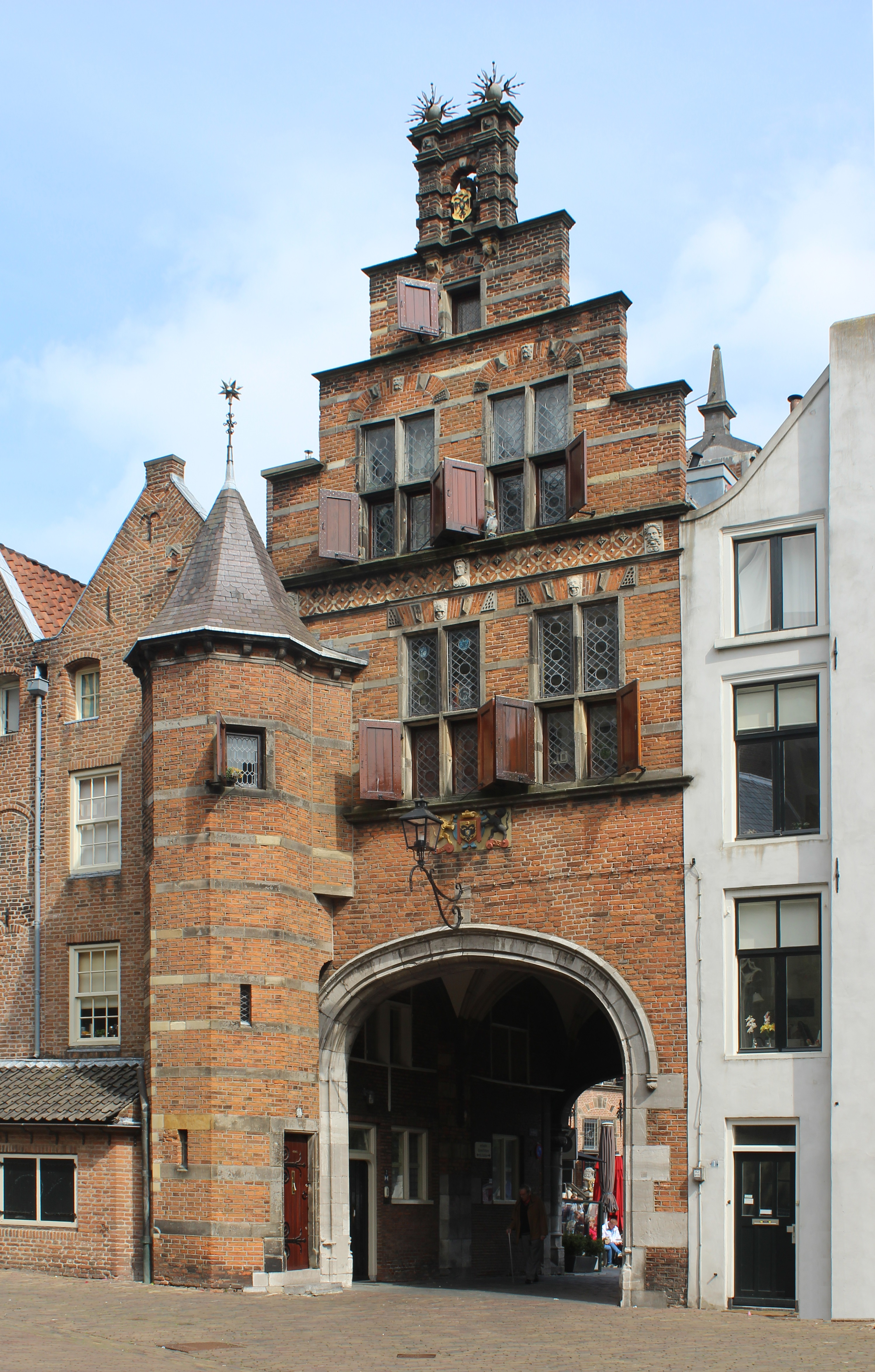
De "kerkboog" toegangspoort vanaf de kerkhof
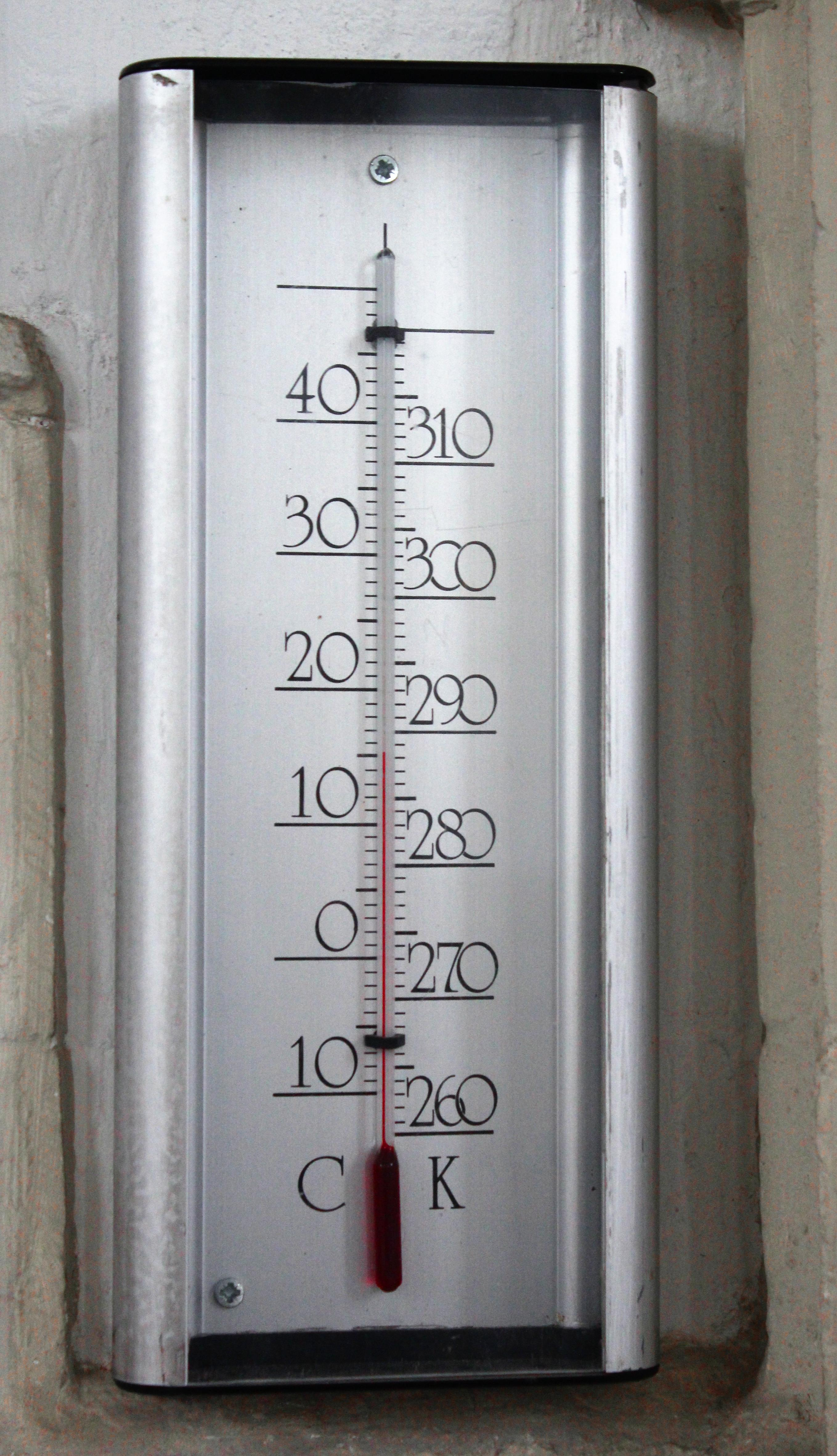
Thermometer geschaald in zowel graden Celsius als in kelvin, gehecht aan een van de pijlers van de kerk
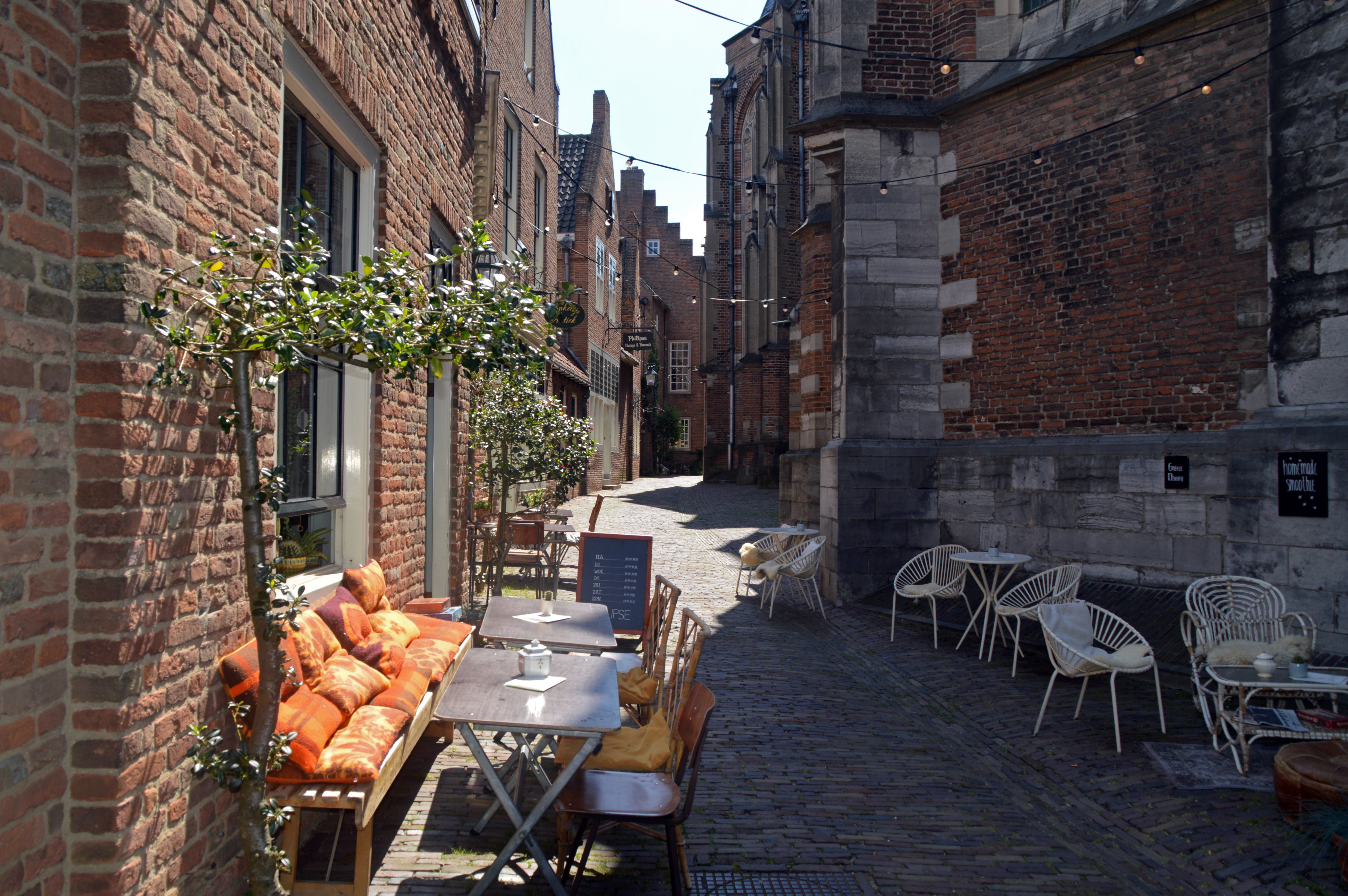
Kanunnikenhuisjes St. Stevenskerkhof